# Bess de Hardwick
Pour les articles homonymes, voir Hardwick et Bess.
Elizabeth Hardwick ou Hardwicke, connue sous le nom de Bess de Hardwick (1527 ? – 13 février 1608), comtesse de Shrewsbury, est une aristocrate anglaise.

## Biographie
Elle est la fille de John Hardwick (v.1487-1528) de Hardwick dans le Derbyshire, et de Élisabeth Leake.
Mariée quatre fois, elle est l'ancêtre des ducs de Devonshire et des ducs de Newcastle, de par son mariage avec William Cavendish, son 2e mari. 
Bess of Hardwick était aussi la grand-mère d'Arbella Stuart, prétendante au trône d'Écosse et d'Angleterre. Elle fit construire deux des plus importants châteaux de Grande-Bretagne : Chatsworth House et Hardwick Hall. Son histoire est liée à celle de Marie Stuart, dont elle fut la « gardienne » avec son 4e mari, George Talbot, Comte de Shrewsbury, sur les ordres de la reine Élisabeth Ire d'Angleterre.